# William Caulfeild (2e vicomte Charlemont)
Pour les articles homonymes, voir Caulfeild.
William Caulfeild, 2e vicomte Charlemont (c.1655 - 21 juillet 1726) est un militaire et pair irlandais.

## Biographie
Caulfeild est le fils de William Caulfeild (1er vicomte Charlemont) du comté d'Armagh, auquel il succède en 1671.
Il est un ardent pro-williamite dans la lutte entre Guillaume III d'Orange-Nassau et le roi Jacques II d'Angleterre pour la couronne britannique, et est par conséquent mis hors la loi par le premier Parlement du roi Jacques II en 1689. Il est récompensé par William Caulfeild pour sa loyauté en étant mis à la tête d'un régiment d'infanterie et créé Custos Rotulorum de Tyrone et Armagh. Après la victoire de Willams, le régiment est dissous, mais en 1701, il reçoit le commandement du nouveau 36th Foot Regiment et est promu en 1704 au grade de brigadier-général. Il emmène le régiment en Espagne, prenant part au siège de Barcelone et à l'attaque du fort de Montjuïc en 1705. Bien que privé de son commandement du régiment, il est néanmoins promu en 1707 au grade de major-général et nommé gouverneur des comtés d'Armagh et de Tyrone.
En mai 1726, il est nommé conseiller privé mais meurt peu de temps après et est enterré dans le caveau de la famille à Armagh . Il épouse Anne, la seule fille de James Margetson (en), archevêque d'Armagh et avec elle a cinq fils et sept filles. James, son fils aîné survivant, lui succède. Un autre fils, Thomas Caulfeild, est lieutenant-gouverneur britannique de la Nouvelle-Écosse. L'une des petites-filles de Caulfeild, Sophia Frances Anne Caulfeild, est auteure, poète et encyclopédiste.